# Elytrophorus
Elytrophorus P.Beauv. é um género botânico pertencente à família Poaceae, subfamília Danthonioideae, tribo Danthonieae.
Suas espécies ocorrem na África, Ásia e Australásia.

## Sinônimo
- Echinalysium Trin. (SUS)

## Espécies
- Elytrophorus africanus Schweick.
- Elytrophorus articulatus P. Beauv.
- Elytrophorus globularis Hack.
- Elytrophorus interruptus Pilg. ex Baum
- Elytrophorus spicatus (Willd.) A. Camus